# Marie Louise Stheins
Marie Louise Stheins (Breda, 21 januari 1957) is een Nederlands actrice.
Stheins studeerde in 1979 af aan de Toneelschool van Arnhem. Na het behalen van haar diploma, speelde ze lange tijd bij theatergezelschap De Paardenkathedraal. Later werd ze lid van Het Nationale Toneel en Theater Malpertuis. In 2000 ontving Stheins een Theo d'Or voor haar rol in Reigen van Schnitzler. In 2023 speelt ze in het toneelstuk Komt een vrouw bij de dokter, naar het boek van Kluun.
Naast haar rollen bij toneelgezelschappen is Stheins regelmatig te zien op de televisie. Ze was onder andere te zien als koningin Beatrix in de miniserie Bernhard, schavuit van Oranje, in Juliana, Keyzer & De Boer Advocaten, Unit 13, Baantjer en Oud Geld.

## Filmografie

### Film
- 1976: Arnhem: The Story of an Escape, als Tineke
- 1990: Vincent & Theo, als Jet Mauve
- 2001: Zus & Zo, als Specialist
- 2009: De Punt, als Yvonne
- 2013: Daglicht, als Dina de Waal
- 2014: Dorsvloer vol confetti, als grootmoeder
- 2015 Paradise Trips, als Esmeralda
- 2016: SneekWeek, als Maria van Dungen
- 2016: Mees Kees langs de lijn, als Dokter Janneke
- 2019: Wat is dan liefde, als Joke
- 2021: Mijn vader is een vliegtuig, als Greetje

### Televisie
- 1996: Unit 13, als Anke Welson
- 1998: Oud Geld, als Zosia Wardejn
- 1998: Baantjer, als Viola Fokkema
- 2000, 2003: Russen', als Mevrouw van Swinderen / Gabriëlle van der Vlis
- 2001-2002 Schiet mij maar lek, als Annabel  (#1)
- 2001-2003 Wet & Waan, als Saskia
- 2005: Grijpstra & De Gier, als Marie-Louise Blok
- 2008: Keyzer & De Boer Advocaten, als Dr. Betty van Gelderen
- 2009: Juliana, als Tellegen
- 2010: Bernhard, schavuit van Oranje, als Koningin Beatrix
- 2011: Seinpost Den Haag, als Madeleine Debrot
- 2012: Bloedverwanten, als moeder van Boris
- 2015: De Fractie, als Corine van Daalen
- 2016: Weemoedt, als Ank van der Doel
- 2017: Suspects, als Carola Teurlings
- 2018: Fenix, als Ien
- 2021: Adem in, Adem uit, als Elsbeth